# Asceua foordi
Espèce
Asceua foordi est une espèce d'araignées aranéomorphes de la famille des Zodariidae.

## Distribution
Cette espèce se rencontre en Afrique du Sud, au Congo-Kinshasa et en Guinée.

## Description
Le mâle holotype mesure 2,77 mm et la femelle paratype 3,20 mm, les mâles mesurent de 2,59 à 3,00 mm et les femelles de 2,51 à 3,83 mm.

## Systématique et taxinomie
Cette espèce a été décrite par Jocqué et Henrard en 2024.

## Étymologie
Cette espèce est nommée en l'honneur de Stefan Hendrik Foord.

## Publication originale
- Jocqué & Henrard, 2024 : « A revision of Afrotropical Asceua (Araneae, Zodariidae), ant-eating spiders with puzzling distributions. » African Invertebrates, vol. 65, no 2, p. 161-198 (texte intégral).